# Бьюдер, Мадонна
Мадонна Бьюдер (англ. Madonna Buder, при рождении Мэри Дороти Бьюдер, Marie Dorothy Buder, также известная как «Железная Монахиня» или «Железная монашка», англ. Iron Nun; 24 июля 1930, Сент-Луис, Миссури)  — триатлетка и католическая монахиня. Старейшая из всех участников соревнований Ironman, когда-либо преодолевших всю дистанцию: она сумела это сделать 26 августа 2012 года, когда ей было 82 года. Этот мировой рекорд возраста до сих пор никем не побит.

## Биография
Мэри Дороти Бьюдер (англ. Marie Dorothy Buder) родилась 24 июля 1930 года в городе Сент-Луис штата Миссури. Училась в Визитантской академии Сент-Луиса (англ. Visitation Academy of St. Louis) — католической религиозной школе для девочек, основанной орденом визитанток, затем в Университете Вашингтона в Сент-Луисе, где вступила в сестринство «Каппа Альфа Тета» (отделение «Альфа Йота»). В 23 года ушла в монастырь «Сестёр Пресвятой Девы Марии Милосердия Доброго Пастыря». В 1970 году вышла из этой женской монашеской конгрегации, чтобы вместе с тридцатью восемью другими сёстрами различного происхождения основать новую нетрадиционную неканоническую женскую религиозную общину под названием «Сёстры для христианского сообщества» (англ. Sisters for Christian Community) — современный монашеский орден (англ. Contemporary religious order), один из тех, которые были созданы в ответ на решения Второго Ватиканского собора, вышли из подчинения римско-католической церкви и могут свободно избирать себе священников, принимать свой устав и определять свой образ жизни.
Бьюдер начала заниматься спортом в 48 лет — по указанию Отца Джона, который считал, что спортивные упражнения — это тонкая настройка ума, тела и духа, они приносят расслабление и спокойствие человеку. Первый раз Бьюдер прошла дистанцию триатлона, когда ей было 52 года. В соревнованиях Ironman она начала участвовать в 55-летнем возрасте и продолжает по сей день, успешно пройдя дистанцию не менее 45 раз.
24 августа 2008 года Бьюдер участвовала в соревновании Ironman в городе Пентиктон (англ. Penticton) (провинция Британская Колумбия, Канада), где было установлено максимальное время прохождения дистанции 17 часов, и она опоздала к финишу всего на несколько секунд — но в результате прохождение дистанции не было засчитано. Но там же через 371 день — 30 августа 2009 года — Бьюдер взяла реванш за поражение, пройдя эту же трассу за 16 часов 54 минуты и 30 секунд. Ей в этот момент было уже 79 лет, и она оказалась старейшей спортсменкой, успешно прошедшей дистанцию триатлона, побив свой собственный рекорд. После этого организаторы соревнований Ironman расширили границы возраста участников.
5 октября 2010 года вышла в свет её автобиография — книга «Благодать обгонять: мудрость и вдохновение 80-летней чемпионки по триатлону, известной как Железная монашка» (англ. The Grace to Race: The Wisdom and Inspiration of the 80-Year-Old World Champion Triathlete Known as the Iron Nun).
«Железная монашка» не остановилась на достигнутом, и в 2010 году попыталась повторить своё достижение на соревнованиях Ironman в Канаде. Но эта попытка не увенчалась успехом из-за происшествия с гидрокостюмом мокрого типа, который Бьюдер использовала для плавания. Неудача постигла её и в 2011 году на тех же соревнованиях: хотя Бьюдер и дошла до финиша, но на велосипедной части дистанции она превысила максимальное время на 2 минуты, и прохождение снова не было зачтено.
Несмотря на неудачи, она снова решилась участвовать в Ironman в 2012 году, чтобы открыть новую возрастную категорию «старше 80» и стать старейшим из всех участников соревнований по триатлону, как женщин, так и мужчин, успешно прошедших Ironman. 26 августа 2012 года 82-летняя Бьюдер достигла успеха на соревнованиях Subaru Ironman Canada, побила возрастной рекорд, установленный 81-летним Лью Холландером (Lew Hollander) на Ironman Kona World Championship в 2011 году. Она превзошла предыдущего рекордсмена и в скорости прохождения дистанции: Холландер прошёл триатлон за 16 часов 45 минут и 55 секунд, а Бьюдер — за 16 часов 32 минуты ровно. Но они проходили разные трассы триатлона, и говорить о рекордном времени может быть некорректно.
13 октября 2012 года Бьюдер участвовала в чемпионате мира по триатлону 2012 Ironman World Championship в Каилуа-Кона, вместе с ней участвовал тот же Лью Холландер и ещё один 82-летний спортсмен — Боб Скотт (Bob Scott). Но в этот раз Бьюдер не дошла до финиша, как и Скотт.
В 2014 году Мадонна Бьюдер была введена в Зал Славы триатлона США (англ. USA Triathlon Hall of Fame).
Она также участвовала в Национальных играх пожилых (англ. National Senior Games), и имеет там несколько рекордов на различных дистанциях.
В 2016 году Мадонна Бьюдер снималась в клипе компании Nike, который впервые вышел в эфир во время Летних Олимпийских игр 2016 года.